# میدان‌های گازی جهان
میدان‌های گازی جهان که امروزه حداقل در ۸۰ کشور جهان شناسایی شده‌است، مقداری تخمینی برابر ۵٬۵۰۱ تریلیون فوت مکعب را شامل می‌شود. برآورد می‌شود که میزان گاز طبیعی موجود در جهان میزانی به مراتب بیش از این باشد که یا هنوز شناسایی نشده یا در دریاها موجود است که به دلیل مقرون به صرفه نبودن استخراج از آن عمق، دست نخورده باقی بماند.
| ردیف | کشور                | میزان ذخایر گاز (تریلیون فوت مکعب) | درصد از کل ذخایر جهان | نام بزرگترین میدان گازی |
| ---- | ------------------- | ---------------------------------- | --------------------- | ----------------------- |
| ۱    | ایران قطر           | ۱۶۸۰                               | ۱۵                    | پارس جنوبی              |
| ۲    | روسیه               | ۱۶۰۰                               | ۱۴                    | بارننکو                 |
| ۳    | عربستان سعودی       | ۲۲۴                                | ۴٫۱                   | جفوره                   |
| ۴    | امارات متحده عربی   | ۲۱۲                                | ۳٫۹                   | الغشا                   |
| ۵    | ایالات متحده آمریکا | ۱۸۳                                | ۳٫۳                   | خلیج مکزیک              |
| ۶    | الجزایر             | ۱۶۰                                | ۲٫۹                   | حاسی مسعود              |
| ۷    | ونزوئلا             | ۱۴۱                                | ۲٫۷                   |                         |
| ۸    | نیجریه              | ۱۲۴                                | ۲٫۳                   |                         |
| ۹    | عراق                | ۱۱۰                                | ۲                     |                         |
| ۱۰   | اندونزی             | ۹۳                                 | ۱٫۷                   |                         |
| ۱۱   | استرالیا            | ۹۰                                 | ۱٫۶                   |                         |
| ۱۲   | نروژ                | ۷۷                                 | ۱٫۴                   |                         |
| ۱۳   | مالزی               | ۷۵                                 | ۱٫۴                   |                         |
| ۱۴   | ترکمنستان           | ۷۱                                 | ۱٫۲                   |                         |
| ۱۵   | ازبکستان            | ۶۶                                 | ۱٫۲                   |                         |
| ۱۶   | قزاقستان            | ۶۵                                 | ۱٫۲                   |                         |
| ۱۷   | هلند                | ۶۲                                 | ۱٫۱                   |                         |
| ۱۸   | کانادا              | ۶۰                                 | ۱٫۱                   |                         |
| ۱۹   | مصر                 | ۵۹                                 | ۱٫۱                   |                         |